# Za drzwiami sypialni
Za drzwiami sypialni (ang. In The Bedroom) – amerykański dramat filmowy z 2001 roku w reżyserii Todda Fielda. Adaptacja opowiadania Andre Dubus IIa pięciokrotnie nominowana do Oscara.

## Obsada
- Tom Wilkinson (Matt Fowler)
- Marisa Tomei (Natalie Strout)
- Nick Stahl (Frank Fowler)
- Sissy Spacek (Ruth Fowler)
- William Mapother (Richard Strout)
- William Wise (Willis Grinnel)
- Celia Weston (Katie Grinnel)
- Karen Allen (Marla Keyes)
- Frank T. Wells (Henry)
- Justin Ashforth (Tim Bryson)

## Nagrody i nominacje
Oscary za rok 2001
- Najlepszy film (nominacja)
- Najlepszy scenariusz adaptowany – Todd Field, Robert Festinger (nominacja)
- Najlepszy aktor – Tom Wilkinson (nominacja)
- Najlepsza aktorka – Sissy Spacek (nominacja)
- Najlepsza aktorka drugoplanowa – Marisa Tomei (nominacja)

Złote Globy 2001
- Najlepsza aktorka dramatyczna – Sissy Spacek
- Najlepszy film dramatyczny (nominacja)
- Najlepsza aktorka drugoplanowa – Marisa Tomei (nominacja)

Nagroda Satelita 2001
- Najlepszy film dramatyczny
- Najlepszy scenariusz adaptowany – Todd Field, Robert Festinger
- Najlepsza aktorka dramatyczna – Sissy Spacek
- Najlepsza aktorka drugoplanowa w dramacie – Marisa Tomei (nominacja)

Nagrody BAFTA 2001
- Najlepszy aktor – Tom Wilkinson (nominacja)
- Najlepsza aktorka – Sissy Spacek (nominacja)